# 舍曼鎮區 (堪薩斯州格蘭特縣)
舍曼鎮區（英語：Sherman Township）是位於美國堪薩斯州格蘭特縣的一個行政鎮區。

## 地方資料
舍曼鎮區的面積為558.75平方千米，當中陸地面積為558.72平方千米，而水域面積為0.03平方千米。根據2010年美國人口普查的數據，當地共有人口465人，而人口密度為每平方千米0.83人。

## 外部連結
- US-Counties.com
- City-Data.com （页面存档备份，存于）